# Quwat al-Jalil
Quwat al-Jalil (arabe : قوات الجليل, les « Forces de Galilée ») est une milice du régime syrien fondée en 2011 pendant la guerre civile syrienne.

## Fondation
Le mouvement est fondé le 15 mai 2011 en Syrie, il est la branche armée du Harakat Shabab al-Oudat al-Falastinia (Le Mouvement des jeunes du Retour de la Palestine). Lors de la guerre civile syrienne, il commence ses opérations militaires en 2012.

## Idéologie
Le mouvement est nationaliste palestinien, dans son manifeste publié le 3 septembre 2011 il annonce son objectif de « libérer » la Palestine et déclare qu'il refuse tout compromis avec Israël.

## Effectifs en commandement
La milice est commandée par Fadi al-Mellah, secondé par Fadi Sheibani. Fin 2015, ce dernier revendique être à la tête de 4 800 hommes. Il affirme également que son groupe serait présent au Liban et dans la Bande de Gaza.

## Actions
Selon son chef, Fadi al-Mellah, la milice est présente sur tous les fronts en Syrie. Elle prend notamment part à la bataille de la Ghouta orientale, à la bataille de Deir ez-Zor, à la bataille de Palmyre de mars 2016, à l'offensive de Tabqa en juin 2016 et à la bataille de Wadi Barada.